# Azerneft Baku
Azerneft Baku – azerski męski klub siatkarski z Baku. Założony został w 2000 roku. Na swoim koncie ma zdobycie siedmiu tytułów mistrza kraju i udział w europejskich pucharach. Obecnie występuje w najwyższej klasie rozgrywek klubowych w Azerbejdżanie.

## Sukcesy
- Mistrzostwa Azerbejdżanu:
  -  1. miejsce (7x): 2004, 2005, 2006, 2007, 2008, 2009, 2010